# Аклімація
Акліма́ція — експериментальна адаптація, пристосування організму до штучно створених умов. Іноді термін «аклімація» невиправдано уживається як синонім поняття «акліматизація».
Американський еколог Р. Ріклефс значні морфологічні або фізіологічні модифікації організму у відповідь на тривалу зміну середовища називає аклімацією. Його англійські колеги М. Біган, Дж. Харпер і К. Таусенд аклімацією вважають ті ж зміни, але в лабораторних умовах. Зміни ж, які відбуваються в природних умовах, ці автори називають акліматизацією.